# إنديانا جونز
إنديانا جونز هي سلسلة أفلام تتألف من خمسة أفلام ومسلسل تلفزيوني ، بالإضافة إلى ألعاب، وكتب مصورة، وروايات مرتبطة بها، تصور مغامرات الدكتور هنري والتون "إنديانا" جونز جونيور (الذي يجسد شخصيته في جميع الأفلام هاريسون فورد)، وهو أستاذ خيالي في علم الآثار.

## الافلام
| الفيلم                                  | تاريخ الإصدار في الولايات المتحدة | المخرج        | كاتب/كتاب السيناريو                                      | القصة من تأليف                                           | المنتجون                                     |
| --------------------------------------- | --------------------------------- | ------------- | -------------------------------------------------------- | -------------------------------------------------------- | -------------------------------------------- |
| سارقو التابوت الضائع (فيلم)             | 12 يونيو 1981                     | ستيفن سبيلبرغ | لورانس كازدان                                            | جورج لوكاس وفيليب كوفمان                                 | فرانك مارشال (منتج)                          |
| إنديانا جونز ومعبد الهلاك               | 23 مايو 1984                      | ستيفن سبيلبرغ | غلوريا كاتس وويلارد هويك                                 | جورج لوكاس                                               | روبرت واتس                                   |
| إنديانا جونز والحملة الأخيرة            | 24 مايو 1989                      | ستيفن سبيلبرغ | جيفري بوم                                                | مينو ميجز وجورج لوكاس                                    | روبرت واتس                                   |
| إنديانا جونز ومملكة الجمجمة الكريستالية | 22 مايو 2008                      | ستيفن سبيلبرغ | ديفيد كوب                                                | جورج لوكاس وجيف ناثانسون                                 | فرانك مارشال                                 |
| إنديانا جونز 5                          | 30 يونيو 2023                     | جيمس مانغولد  | جيز باتروورث وجون هنري باتروورث وجيمس مانغولد وديفيد كوب | جيز باتروورث وجون هنري باتروورث وجيمس مانغولد وديفيد كوب | سايمون إيمانويل، فرانك مارشال وكاثلين كينيدي |

## ألعاب الفيديو
| عنوان                          | تاريخ الصدور | المنصة                        |
| ------------------------------ | ------------ | ----------------------------- |
| إنديانا جونز ومصير أطلانطس     | 1992         | دوس                           |
| إنديانا جونز أند ذا غريت سيركل | 2024         | إكس بوكس سيريس إكس/إس وويندوز |

## ردود الفعل

### إيرادات شباك التذاكر
| فيلم | تاريخ الصدور  | مجموع إيرادات الفيلم | مجموع إيرادات الفيلم | مجموع إيرادات الفيلم | ترتيب الأفلام من حيث الإيرادات | ترتيب الأفلام من حيث الإيرادات | ميزانية           | مصدر        |
| فيلم | تاريخ الصدور  | امريكا الشمالية      | مناطق اخرى           | عالميا               | امريكا الشمالية كل الوقت       | عالميا كل الوقت                | ميزانية           | مصدر        |
| --- | ------------- | -------------------- | -------------------- | -------------------- | ------------------------------ | ------------------------------ | ----------------- | ----------- |
| سارقو التابوت الضائع (فيلم)                                                                                       | June 12, 1981 | $248,159,971         | $141,766,000         | $389,925,971         | No. 85 (#20(A))                | No. 237                        | $18 مليون         | [ 1 ]       |
| إنديانا جونز ومعبد الهلاك                                                                                         | May 23, 1984  | $179,870,271         | $153,237,000         | $333,107,271         | No. 187 (#86(A))               | No. 321                        | $28 مليون         | [ 2 ]       |
| إنديانا جونز والحملة الأخيرة                                                                                      | May 24, 1989  | $197,171,806         | $277,000,000         | $474,171,806         | No. 153 (#99(A))               | No. 174                        | $48 مليون         | [ 3 ]       |
| إنديانا جونز ومملكة الجمجمة الكريستالية                                                                           | May 22, 2008  | $317,101,119         | $473,552,823         | $790,653,942         | No. 76 (#131(A))               | No. 93                         | $185 مليون        | [ 4 ]       |
| إنديانا جونز 5 | June 30, 2023 | $174,480,468         | $209,482,589         | $383,963,057         | No. 312                        | No. 390                        | $294 مليون        | [ 8 ] [ 9 ] |
| Total | Total         | $1,116,783,635       | $1,255,038,412       | $2,371,822,047       |                                |                                | $574 – $679 مليون | [ 10 ]      |
| مؤشر القائمة (s)(A) يشير إلى الإجماليات المعدلة بناءً على أسعار التذاكر الحالية (المحسوبة بواسطة بوكس أوفيس موجو). |               |                      |                      |                      |                                |                                |                   |             |